# Коулдейл (округ Бедфорд, Пенсільванія)
Коулдейл (англ. Coaldale) — місто (англ. borough) в США, в окрузі Бедфорд штату Пенсільванія. Населення — 126 осіб (2020).

## Географія
Коулдейл розташований за координатами 40°10′2″ пн. ш. 78°13′0″ зх. д. / 40.16722° пн. ш. 78.21667° зх. д. (40.167359, -78.216610).  За даними Бюро перепису населення США в 2010 році місто мало площу 0,09 км², уся площа — суходіл.

## Демографія
Згідно з переписом 2010 року, у селищі мешкала 161 особа в 53 домогосподарствах у складі 44 родин. Густота населення становила 1843 особи/км².  Було 61 помешкання (698/км²).
Расовий склад населення:
| - 95,0 % — білих - 2,5 % — чорних або афроамериканців |

До двох чи більше рас належало 2,5 %. Частка іспаномовних становила 0,0 % від усіх жителів.
За віковим діапазоном населення розподілялося таким чином: 30,4 % — особи молодші 18 років, 56,6 % — особи у віці 18—64 років, 13,0 % — особи у віці 65 років та старші. Медіана віку мешканця становила 39,5 року. На 100 осіб жіночої статі у селищі припадало 89,4 чоловіків;  на 100 жінок у віці від 18 років та старших — 93,1 чоловіків також старших 18 років.
Середній дохід на одне домашнє господарство  становив 45 778 доларів США (медіана — 40 000), а середній дохід на одну сім'ю — 53 591 долар (медіана — 51 607). За межею бідності перебувало 23,3 % осіб, у тому числі 40,0 % дітей у віці до 18 років та 7,7 % осіб у віці 65 років та старших.
Цивільне працевлаштоване населення становило 63 особи. Основні галузі зайнятості: виробництво — 22,2 %, освіта, охорона здоров'я та соціальна допомога — 15,9 %, публічна адміністрація — 14,3 %.